# 夏向
ヨシノカナタ（よしのかなた、1996年7月9日は、日本のアイドル・タレントである。千葉県出身。元ケイダッシュステージ所属。

## 人物
- イケメン女子グループTHE HOOPERSの弟分であるlittle HOOP元メンバーで、ロック系男装アイドルael-アエル-の元メンバー。イメージカラーは空色。

## 来歴
2015年
- イケメン女子オーディション2015のオーディションにて合格し、little HOOPの夏向(KANATA)として活動することになった。

2019年
- 1月31日、リトルフープ-little HOOP公式Twitterにおいて活動終了することが発表された。

- 3月1日、芸能界唯一無二の男装アイドルプロジェクト「dreamBoat」が発足され、新ユニット『ael-アエル-』の綾目夏向として活動することが発表された。

2021年
- 7月4日、渋谷ストリームホールで行われた「綾目夏向 卒業公演」を持ってael-アエル-を卒業した。

- 7月31日、自身のTwitterでケイダッシュステージを退所したことを報告した[1]。

- 9月1日、自身のブログで芸名を「夏向」から「ヨシノカナタ」へ変更することと、今後はプロデュース・創作を中心に活動することを報告した[2]。

## 出演
- little HOOP・ael-アエル-としての出演は各ページを参照

### イベント
2019年
- 11月11日「夏向＆Leeの「カナタリ」Vol.1」会場：STELLAMAP Cafe
- 12月27日「夏向&Leeの「カナタリ」Vol.2」会場:ユナイテッド　ラウンジ

2020年
- 1月20日「夏向&Leeの「カナタリ」Vol.3」会場:ソフマップAKIBA④号店アミューズメント館8F(ゲスト:星波)